# Īvanovskīy Zhotasy
Īvanovskīy Zhotasy är en bergskedja i Kazakstan.   Den ligger i oblystet Östkazakstan, i den östra delen av landet, 900 km öster om huvudstaden Astana.